# Ji Bowen
Ji Bowen (22 de febrero de 2002) es un deportista chino que compite en piragüismo en la modalidad de aguas tranquilas.
Participó en los Juegos Olímpicos de París 2024, obteniendo una medalla de oro en la prueba de C2 500 m. Ganó tres medallas en el Campeonato Mundial de Piragüismo, en los años 2022 y 2023.

## Palmarés internacional
| Juegos Olímpicos   | Juegos Olímpicos     | Juegos Olímpicos  | Juegos Olímpicos |
| Año                | Lugar                | Medalla           | Competición      |
| ------------------ | -------------------- | ----------------- | ---------------- |
| 2024               | París (Francia)      | Medalla de oro    | C2 500 m         |
| Campeonato Mundial |                      |                   |                  |
| Año                | Lugar                | Medalla           | Competición      |
| 2022               | Halifax (Canadá)     | Medalla de plata  | C2 1000 m        |
| 2022               | Halifax (Canadá)     | Medalla de bronce | C2 500 m         |
| 2023               | Duisburgo (Alemania) | Medalla de plata  | C2 500 m         |